# Zygmunt Kowalewski
Zygmunt Kowalewski (ur. 10 stycznia 1893 w Głybiczach w pow. mińskim, zm. 7 maja 1950 w Łodzi) – polski rzeźbiarz, krytyk i publicysta artystyczny.

## Życiorys
Zygmunt Kowalewski przyjechał do Polski w 1920 i zamieszkał w Bydgoszczy, gdzie w 1923 rozpoczął naukę w Państwowej Szkole Przemysłu Artystycznego. Do Łodzi przeniósł się w 1927, gdzie od 1932 mieszkał przy ul. G. Narutowicza 5. Był członkiem grupy artystycznej „Ryngraf”. Od 1934 był nauczycielem rzeźby w Szkole Rysunku i Malarstwa Wacława Dobrowolskiego w Łodzi. W roku 1930 wziął udział w wystawie Towarzystwa Zachęty Sztuk Pięknych (TZSP) w Warszawie, a w kolejnych latach brał udział w wystawach głównie w Łodzi, gdzie mieszkał i tworzył nawet podczas II wojny światowej. Jego rzeźby obejmowały głównie plastykę okolicznościową, pamiątkowe plakiety i płaskorzeźby rocznicowe. Obejmowały one głównie tematykę sakralną i poświęconą bohaterom narodowym.
Żoną Zygmunta Kowalewskiego była Stefania Kowalewska-Stępczyńska.
Został pochowany w części rzymskokatolickiej Starego Cmentarza w Łodzi.

## Projekty i realizacje
- rzeźby nagrobne na Starym Cmentarzu w Łodzi, w tym:
  - pomniki grobowe rodziny Franciszka Jeenela (1934),
  - rodziny Kluków (1936),
  - Stanisława Brzezińskiego (1936),
  - Bolesława Gostomskiego,
  - rodziny Lenartowiczów (1939–1940)[1].
- tablica pamiątkowa poświęcona Stefanowi Linke na ścianie budynku banku przy al. T. Kościuszki 14 (zniszczona podczas II wojny światowej)
- tablica pamiątkowa poświęcona Józefowi Piłsudskiemu na frontonie dworca Łódź Fabryczna
- projekt pomnika Władysława Jagiełły dla Łodzi (niezrealizowany),
- grupa atlantów na frontonie budynku PKO przy ul. Narutowicza 45,
- płaskorzeźba na terenie posesji Towarzystwa Śpiewaczego im. S. Moniuszki, przy ul. Ogrodowej,
- dekoracje w stylu art dèco na fasadzie szpitala Kasy Chorych,
- pomnika S. Moniuszki w parku J. Poniatowskiego (odsłonięcie 3 VII 1938, zniszczony podczas II wojny światowej),
- popiersie J. Piłsudskiego we wnętrzu Łódzkiego Domu Kultury[1].